# Дампјер (Об)
Дампјер (фр. Dampierre) насеље је и општина у североисточној Француској у региону Шампања-Ардени, у департману Об која припада префектури Троа.
По подацима из 2011. године у општини је живело 291 становника, а густина насељености је износила 9,91 становника/km². Општина се простире на површини од 29,36 km². Налази се на средњој надморској висини од 153 метара.

## Демографија
| 1962. | 1968. | 1975. | 1982. | 1990. | 1999. | 2011. |
| ----- | ----- | ----- | ----- | ----- | ----- | ----- |
| 327   | 327   | 302   | 320   | 283   | 302   | 291   |